# Eastland, Texas
Eastland là một thành phố thuộc quận Eastland, tiểu bang Texas, Hoa Kỳ. Năm 2010, dân số của xã này là 3960 người.

## Dân số
- Dân số năm 2000: 3769 người.
- Dân số năm 2010: 3960 người.